# Flurazepam
Flurazepam (merknaam Dalmadorm) is een geneesmiddel dat wordt verkocht als slaapmiddel. Het behoort tot de klasse van benzodiazepinen.
Na opname in de darm wordt flurazepam door de lever omgezet in de werkzame metabolieten, waarvan desalkylflurazepam en hydroxyethylflurazepam de belangrijkste zijn. Met name desalkylflurazepam heeft een lange halveringstijd van ongeveer 50 tot 100 uur. De metabolieten worden met de urine uitgescheiden.
Flurazepam heeft een zeer lange werkingsduur en is daarom in het geheel niet bruikbaar als slaapmiddel; reden waarom het rood staat in het Farmacotherapeutisch Kompas. Het wordt echter nog wel gebruikt door mensen die er niet meer mee kunnen en/of willen stoppen, omdat bij het stoppen ontwenningsverschijnselen kunnen optreden. Het middel dient zeer langzaam afgebouwd te worden.
Met name bij ouderen zal het middel zich gaan ophopen in het lichaam. Dit kan leiden tot vallen, wat bij ouderen extra riskant is.
Bij slaapproblemen zijn andere maatregelen nodig. Ontwennen van langdurig slaapmiddelengebruik kan daar een van zijn. Als tijdelijk (dagen tot weken) een slaapmiddel nodig is, verdienen middelen met een korte werking de voorkeur.